# Pterygotrigla hoplites
Pterygotrigla hoplites és una espècie de peix pertanyent a la família dels tríglids.

## Descripció
- El clatell, el pit i el ventre tenen escates.
- No té taques al dors.[5]

## Hàbitat
És un peix marí i demersal que viu entre 320-500 m de fondària.

## Distribució geogràfica
Es troba a les Filipines i el nord-oest d'Austràlia.

## Costums
És bentònic.

## Observacions
És inofensiu per als humans.